# Greg Rutherford
Greg Rutherford, MBE (Milton Keynes, 1986. november 17. –) olimpiai, világ- és Európa-bajnok brit atléta, távolugró.

## Eredményei
megjegyzés: Minden itt felsorolt eredménye távolugrásban született.
| 2005 | junior Európa-bajnokság | Kaunas, Litvánia            | 1.  | 814 cm |
| 2006 | nemzetközösségi játékok | Melbourne, Ausztrália       | 8.  | 785 cm |
| 2006 | Európa-bajnokság        | Göteborg, Svédország        | 2.  | 813 cm |
| 2008 | olimpia                 | Peking, Kína                | 10. | 784 cm |
| 2009 | világbajnokság          | Berlin, Németország         | 5.  | 817 cm |
| 2010 | nemzetközösségi játékok | Új-Delhi, India             | 2.  | 822 cm |
| 2012 | olimpia                 | London, Egyesült Királyság  | 1.  | 831 cm |
| 2014 | nemzetközösségi játékok | Glasgow, Egyesült Királyság | 1.  | 820 cm |
| 2014 | Európa-bajnokság        | Zürich, Svájc               | 1.  | 829 cm |

## Egyéni legjobbjai
Szabadtér
| Versenyszám | Eredmény | Hely             | Dátum                            |
| ----------- | -------- | ---------------- | -------------------------------- |
| 100 m       | 10,38 mp | Mannheim Bedford | 2005. június 18. 2005. július 2. |
| Távolugrás  | 851 cm   | Chula Vista      | 2014. április 24.                |

Fedett pálya
| Versenyszám | Eredmény | Hely              | Dátum                              |
| ----------- | -------- | ----------------- | ---------------------------------- |
| 60 m        | 6,68 mp  | Birmingham        | 2009. február 21.                  |
| Távolugrás  | 800 cm   | Torino Birmingham | 2009. március 8. 2014. február 15. |